# SummerSlam (2006)
SummerSlam (2006) foi o décimo nono evento anual SummerSlam, promovido pela WWE. O evento foi realizado no dia 20 de agosto de 2006 no TD Banknorth Garden, na cidade de Boston, Massachusetts. Foi o primeiro evento entre as três marcas da WWE: Raw, SmackDown e ECW. Todos os três títulos mundiais estiveram em jogo no evento.

## Resultados
| Nº                                          | Resultados | Estipulações                                                                                   | Tempo |
| ------------------------------------------- | --- | ---------------------------------------------------------------------------------------------- | ----- |
| Dark                                        | Carlito derrotou Rob Conway                                                                                               | Luta individual                                                                                | N/A   |
| 1                                           | Chavo Guerrero derrotou Rey Mysterio após um "Frog Splash"                                                                | Luta individual                                                                                | 10:59 |
| 2                                           | Big Show (c) derrotou Sabu após um "Chokeslam" numa mesa                                                                  | Luta Extreme Rules pelo ECW Championship                                                       | 8:30  |
| 3                                           | Hulk Hogan derrotou Randy Orton após um "Leg Drop"                                                                        | Luta individual                                                                                | 10:56 |
| 4                                           | Ric Flair derrotou Mick Foley (com Melina) após ameaçar bater em Melina                                                   | Luta "I Quit"                                                                                  | 12:47 |
| 5                                           | Batista derrotou King Booker (c) (com Queen Sharmell) por desqualificação                                                 | Luta individual pelo World Heavyweight Championship após Sharmell atacar Batista               | 10:30 |
| 6                                           | D-Generation X (Triple H e Shawn Michaels) derrotaram Shane McMahon e Mr. McMahon após um "Pedigree" de Triple H em Vince | Luta de duplas                                                                                 | 13:02 |
| 7                                           | Edge (com Lita) (c) derrotou John Cena após atacá-lo com uma soqueira                                                     | Luta individual pelo WWE Championship - Se o campeão Edge fosse desqualificado perdia o título | 15:41 |
| (c) – Refere-se aos campeões antes da luta. | |                                                                                                |       |

## Outros Participantes
- Comentaristas da RAW
  - Jim Ross
  - Jerry "The King" Lawler
- Comentaristas da SmackDown
  - Michael Cole
  - JBL
- Comentaristas da ECW
  - Joey Styles
  - Tazz
- Anunciadores de ringue
  - Lilian Garcia - RAW
  - Tony Chimel - SmackDown
  - Justin Roberts - ECW
- Juízes
  - RAW - Mike Chioda, Jack Doan e Chad Patton
  - SmackDown - Nick Patrick e Charles Robinson
  - ECW - Mickie Henson